# Г'юстон (Арканзас)
Г'юстон (англ. Houston) — місто (англ. town) в США, в окрузі Перрі штату Арканзас. Населення — 143 особи (2020).

## Географія
Г'юстон розташований за координатами 35°2′6″ пн. ш. 92°41′41″ зх. д. / 35.03500° пн. ш. 92.69472° зх. д. (35.034952, -92.694591).  За даними Бюро перепису населення США в 2010 році місто мало площу 2,62 км², уся площа — суходіл.

## Демографія
Згідно з переписом 2010 року, у місті мешкали 173 особи в 80 домогосподарствах у складі 49 родин. Густота населення становила 66 осіб/км².  Було 97 помешкань (37/км²). 
Расовий склад населення:
| - 98,8 % — білих |

До двох чи більше рас належало 1,2 %. Іспаномовні складали 0,6 % від усіх жителів.
За віковим діапазоном населення розподілялося таким чином: 23,7 % — особи молодші 18 років, 59,0 % — особи у віці 18—64 років, 17,3 % — особи у віці 65 років та старші. Медіана віку мешканця становила 44,8 року. На 100 осіб жіночої статі у місті припадало 103,5 чоловіків;  на 100 жінок у віці від 18 років та старших — 100,0 чоловіків також старших 18 років.
Середній дохід на одне домашнє господарство  становив 63 173 долари США (медіана — 45 500), а середній дохід на одну сім'ю — 77 317 доларів (медіана — 47 500). За межею бідності перебувало 9,4 % осіб, у тому числі 22,9 % дітей у віці до 18 років та 7,7 % осіб у віці 65 років та старших.
Цивільне працевлаштоване населення становило 102 особи. Основні галузі зайнятості: оптова торгівля — 20,6 %, роздрібна торгівля — 15,7 %, публічна адміністрація — 13,7 %, виробництво — 13,7 %.